# Klizma
Klizma je postupak kojim se u debelo crevo uvedi fleksibilne rektalne sonde ili kateter preko koga se u donji deo digestivnog trakta unosi propisani rastvor; u svrhu čišćenja, dijagnoze (irigoradiografija) i lečenja (kortikosteroidi kod ulceroznog kolitisa).

## Naziv
Klizma ili klistir u istom značenju izveden je, od glagola - klistirati - to jest ubrizgavati klizmu, odnosno toplu vodu u debelo crevo radi izazivanja pražnjenja stolice.
Reč klistirati izveden je od Grčka reči klyster (klysteros) —  brizgaljka, štrcaljka, i reči klyzo – pljuskati, ispirati, prati.

## Vrste klizmi
Klizma za čišćenje
Zasniva se na unošenju veće količine tečnosti (vode) koja rasteže zid debelog creva i nadražuje receptore sluzokože koji nakon toga izazivaju kontrakciju zida creva.
Takođe uneta tečnost obavlja omekšavanje stvrdnuta stolica i time olakšava pražnjenje. 
Klizmama za čišćenje se pored vode kao glavnog sastojaka,  obično dodaju kalijev sapun ili
glicerin koji stimuliraju sluzokožu i submukozni nervni pleksus, i na taj način se crevni sadržaj još
više smekšava i lakše prazni.
Klizma za irigografiju
Klizma za irigografiju se daje bolesniku radi boljeg prikazivanja struktura debelog creva, tokom izvođenja radiološke dijagnostičke metode, koja služi za ispitivanje oboljenja debelog creva. Ovom klizmom se pacijentu rektalno daju barijum ili jod koji imaju kontrastno dejstvo. Kontrastno sredstvo u radiologiji — rastvor barijum u vidu klistira unosi u debelo crevo u cilju rendgenskog snimanja završenog i debelog creva.
Ovaj test se može obaviti u ordinaciji ili bolničkom odeljenju za radiologiju, nakon što je debelo crevo potpuno prazno i „čisto”. Da bi se to postiglo nekoliko dana pre pregleda potrebno je jesti lakšu hranu, uzimati laksativ, a ponekad i klistir. U toku samog testiranja pacijent leži na pokretnom stolu za snimanje, a kada se klizmom ubaci kontrastno sredstvo u rektum, eventualna oboljenja debelog creva postaju vidljivija na rendgenu.

## Postupak
Klizma se daje u posebnoj prostoriji u sastavu kupatila, na pripremljenom krevetu, prekrivenom gumenim platno i poprečno čaršafom.
Bolesnika se postavi u levi bočni položaj, s nogama savijenim u koljenima, uz desnu ivicu kreveta. U tom položaju sigmoidni kolon je niži od rektuma, čime je olakšano ubrizgavanje tečnosti. Nepokretni bolesnik ostaje u leđnom položaju s raširenim i savijenim kolenima.
Ispod bolesnika se postavi posuda za prihvat crevnog sadržaja. Medicinski tehničar koji nakon što navuče gumene rukavice i cevni kateter spolja namaže vazelinom, a iz gumene cevi ispusti vazduh.
Jednom rukom se rašire gluteusi, a drugom uvuče kateter 10—15 cm u završno debelo crevo (rektum). Nakon umetanja katetera bolesnik mora biti miran, a mišići trbušnog zida moraju biti opušteni.
Irigator se podigne 1 — 1,5 m iznad nivoa bolesnika i na posebnu slavinu se pusti tečnost. Isticanje ne sme biti prebrzo jer može nastupiti nagla, prerana peristaltika i vraćanje vode uz rektalni nastavak. 
Od visini irigatora i količini date tečnosti zavisi dubina klizme. Ako se želi dostići nivo desnog
kolona treba dati 500 — 1.000 ml tečnosti.
U slučaju pojave bolova davanje klizme se prekida na 1 — 2 min i opet nastavlja. 
Bolesnik treba zadržati tečnost oko 10 minuta.
Po završetku davanja zatvara se slavina irigatora i izvlači kateter.

## Komplikacije
Tokom klistiranju može nastati:
- Povredom izazvana perforacija creva i razvoj peritonitisa, kao posledica oštećenje sluzokože rektuma pri nepažljivom (jatrogenom) uvođenju rektalnog nastavka.
- Prejakom koncentracijom sadržaja klizme i prebrzo unošenje tečnosti izazvana perforacija creva i razvoj peritonitisa.
- Volumno opterećenje srca i razvoj hidroelektrolitskog disbalansa, nakon ponavljanih klizmi.[12]
- Pogoršanje već postojeće opstipacije, kao posledica čestog klistiranja.

## Spoljašnje veze
|  | Molimo Vas, obratite pažnju na važno upozorenje u vezi sa temama iz oblasti medicine (zdravlja). |